# Vincentius Massoni
Vincentius Massoni (* 22. Januar 1808 in Rom, Kirchenstaat; † 3. Juni 1857) war ein römisch-katholischer Erzbischof und Diplomat des Heiligen Stuhls.

## Leben
Vincentius Massoni empfing am 18. September 1830 das Sakrament der Priesterweihe für das Bistum Rom.
Am 19. Juni 1856 ernannte ihn Papst Pius IX. zum Titularerzbischof von Edessa in Osrhoëne. Pius IX. spendete ihm am 6. Juli desselben Jahres die Bischofsweihe. Am 26. September 1856 bestellte ihn Pius IX. zum Apostolischen Internuntius in Brasilien. Zudem wurde Vincentius Massoni gleichzeitig Apostolischer Delegat in Argentinien, Chile, Paraguay und Uruguay.